# Diocesi di Sumbe
La diocesi di Sumbe (in latino Dioecesis Sumbensis) è una sede della Chiesa cattolica in Angola suffraganea dell'arcidiocesi di Luanda. Nel 2022 contava 689.880 battezzati su 2.063.740 abitanti. È retta dal vescovo Firmino David.

## Territorio
La diocesi comprende la provincia di Cuanza Sud e il comune di Kalucinga nella provincia di Bié in Angola.
Sede vescovile è la città di Sumbe (in passato chiamata Novo Redondo), dove si trova la cattedrale dell'Immacolata Concezione.
Il territorio è suddiviso in 23 parrocchie.

## Storia
La diocesi di Novo Redondo è stata eretta il 10 agosto 1975 con la bolla Qui provido Dei di papa Paolo VI, ricavandone il territorio dall'arcidiocesi di Luanda.
Il 22 ottobre 2006 ha assunto il nome attuale in forza del decreto Excellentissimus della Congregazione per l'evangelizzazione dei popoli.

## Cronotassi dei vescovi
Si omettono i periodi di sede vacante non superiori ai 2 anni o non storicamente accertati.
- Zacarias Kamwenho (10 agosto 1975 - 3 marzo 1995 nominato arcivescovo coadiutore di Lubango)
- Benedito Roberto, C.S.Sp. † (15 dicembre 1995 - 19 maggio 2012 nominato arcivescovo di Malanje)
- Luzizila Kiala (21 maggio 2013 - 29 settembre 2021 nominato arcivescovo di Malanje)
- Firmino David, dal 4 maggio 2023

## Statistiche
La diocesi nel 2022 su una popolazione di 2.063.740 persone contava 689.880 battezzati, corrispondenti al 33,4% del totale.
| anno | popolazione | popolazione | popolazione | presbiteri | presbiteri | presbiteri | presbiteri                | diaconi | religiosi | religiosi | parrocchie |
| anno | battezzati  | totale      | %           | numero     | secolari   | regolari   | battezzati per presbitero | diaconi | uomini    | donne     | parrocchie |
| ---- | ----------- | ----------- | ----------- | ---------- | ---------- | ---------- | ------------------------- | ------- | --------- | --------- | ---------- |
| 1980 | 171.000     | 676.000     | 25,3        | 13         | 2          | 11         | 13.153                    |         | 12        | 38        | 12         |
| 1990 | 343.000     | 853.000     | 40,2        | 16         | 2          | 14         | 21.437                    |         | 18        | 52        | 12         |
| 1999 | 306.922     | 1.170.526   | 26,2        | 28         | 13         | 15         | 10.961                    |         | 19        | 69        | 12         |
| 2000 | 310.384     | 1.173.988   | 26,4        | 32         | 20         | 12         | 9.699                     |         | 14        | 63        | 13         |
| 2001 | 314.708     | 1.178.312   | 26,7        | 29         | 17         | 12         | 10.852                    |         | 14        | 59        | 13         |
| 2002 | 319.732     | 1.181.049   | 27,1        | 28         | 16         | 12         | 11.419                    |         | 16        | 43        | 14         |
| 2003 | 325.881     | 1.181.125   | 27,6        | 24         | 15         | 9          | 13.578                    |         | 12        | 42        | 15         |
| 2004 | 329.614     | 1.233.551   | 26,7        | 26         | 17         | 9          | 12.677                    |         | 11        | 43        | 14         |
| 2010 | 374.234     | 1.310.000   | 28,6        | 38         | 29         | 9          | 9.848                     |         | 9         | 55        | 17         |
| 2014 | 395.125     | 1.456.000   | 27,1        | 44         | 36         | 8          | 8.980                     |         | 10        | 84        | 18         |
| 2017 | 652.894     | 1.881.873   | 34,7        | 53         | 43         | 10         | 12.318                    |         | 12        | 70        | 19         |
| 2020 | 649.022     | 1.941.500   | 33,4        | 58         | 49         | 9          | 11.190                    |         | 13        | 83        | 22         |
| 2022 | 689.880     | 2.063.740   | 33,4        | 58         | 49         | 9          | 11.894                    |         | 13        | 84        | 23         |